# Qualidade de vídeo
A qualidade do vídeo é uma caraterística de um vídeo transmitido através de um sistema de transmissão e/ou processamento de vídeo, sendo uma medida formal ou informal da degradação dos rostos). Os sistemas de processamento de vídeo podem introduzir certas distorções ou artefactos no sinal de vídeo, pelo que a avaliação da qualidade do vídeo é uma questão importante.

## Conversão de vídeo analógico para vídeo digital
Desde o início da gravação de vídeo no mundo, foram concebidos numerosos sistemas de processamento de vídeo. No tempo dos sistemas de vídeo analógicos, era possível avaliar a qualidade de um sistema de processamento de vídeo calculando a resposta em frequência do sistema utilizando um sinal de teste tradicional (por exemplo, um conjunto de barras e círculos coloridos).
No início do século XXI, os sistemas de vídeo digital substituíram os analógicos, e os métodos de avaliação mudaram. A qualidade de um sistema de processamento de vídeo digital pode variar muito e depende das características dinâmicas do sinal de entrada de vídeo (por exemplo, quantidade de movimento ou pormenor espacial). Por conseguinte, para avaliar corretamente a qualidade de um vídeo digital, é necessário analisar várias sequências de vídeo.

## Qualidade objetiva do vídeo
As técnicas de avaliação objetiva da qualidade do vídeo são modelos matemáticos que aproximam os resultados das avaliações subjectivas da qualidade. As técnicas de avaliação objetiva da qualidade de vídeo são modelos matemáticos que se aproximam dos resultados das avaliações subjectivas da qualidade, mas que se baseiam em critérios e métricas que podem ser medidos objetivamente e avaliados automaticamente por um programa informático. Os métodos objectivos são classificados com base na disponibilidade de um sinal de vídeo original, que é considerado de alta qualidade (normalmente uma imagem não comprimida). Por conseguinte, são classificados em métodos de referência completa (FR), métodos de referência reduzida (RR) e métodos sem referência (NR). As métricas FR calculam a diferença de qualidade comparando cada pixel em cada imagem do vídeo distorcido com o seu pixel correspondente no vídeo original. As métricas RR extraem algumas características de ambos os vídeos e comparam-nas para fornecer um índice de qualidade. São utilizadas quando nem todo o vídeo original está disponível, por exemplo, durante uma transmissão de baixa largura de banda. As métricas NR tentam avaliar a qualidade de um vídeo distorcido sem utilizar o vídeo original como referência. Essas métricas são geralmente usadas quando o método de codificação do vídeo original é desconhecido.
Os métodos tradicionais de avaliação da qualidade de um sistema de processamento de vídeo digital (ou seja, codec de vídeo, como DivX, Xvid) consistem no cálculo da relação sinal-ruído (SNR) e pico da relação sinal-ruído (PSNR) entre o sinal de vídeo original e o sinal que passou pelo sistema. A PSNR é a métrica mais frequentemente utilizada como medida da "qualidade objetiva do vídeo". No entanto, devido ao comportamento não linear do sistema visual humano, os valores PSNR não se correlacionam perfeitamente com a qualidade visual percepcionada. Recentemente, foram desenvolvidas várias métricas mais complicadas e mais exactas, por exemplo, UQI, VQM, PEVQ, SSIM, VQuad-HD Arquivado em 31 de agosto de  2018, no Wayback Machine. e CZD. Com base no benchmark 'Video Quality Expert Group' (VQEG), durante a fase de testes multimédia de 2007-2008, algumas métricas foram normalizadas, dando origem à ITU-T Rec. J.246 (RR), J.247 (FR) em 2008 e J.341 (FR HD) em 2011.
O desempenho de uma métrica objetiva de qualidade de vídeo é avaliado através da análise da correlação entre a pontuação objetiva e os resultados dos testes subjectivos. Esta última é designada por pontuação média de opinião (MOS). Os coeficientes de correlação mais utilizados são: o coeficiente de correlação linear, o coeficiente de correlação de Spearman, a curtose, a coeficiente Kappa e o rácio de outliers.